# Pharaonic
Pharaonic è un videogioco di ruolo d'azione ambientato nell'antico Egitto, ed è stato sviluppato e pubblicato dalla Milkstone Studios, che lo ha fatto distribuire sul mercato il 28 aprile 2016 per PC, PlayStation 4 e Xbox One.

## Trama
Nell'intro del gioco, si viene a sapere che, nel suo terzo anno di regno, il Faraone Ahmosis I, che fu rinominato il Faraone Rosso, liberò l'Egitto, distrusse gli Hyksos e rase al suolo la loro capitale Avaris; da essa, Amhosis ritornò trionfante in Egitto nel suo quinto anno di regno, portando una potente reliquia con la quale avrebbe conquistato persino la morte. La sua reincarnazione avvenne nell'anno quattordicesimo del suo regno, e ne seguirono altre e altre ancora, fino alla sua tredicesima che avvenne nell'anno 439 del suo regno. L'anno successivo, i Popoli del Mare invasero l'Egitto.
Si giunge quindi nel 1100 a.C., e il personaggio controllato dal giocatore viene liberato da una misteriosa donna dalle prigioni in cui è rimasto internato. Viene fuori che qualcosa di strano aleggia sull'Egitto, e soprattutto sul Faraone Rosso, e ovviamente toccherà al giocatore scoprire di che cosa si tratta...

## Modalità di gioco
Il gioco (trattasi di un GDR d'azione a scorrimento laterale) inizia con la creazione di un personaggio, di cui è possibile sceglierne il nome, il sesso, la pelle, la capigliatura e il timbro di voce.
Il personaggio controllato dal giocatore possiede tre barre: quella rossa rappresenta la salute, quella verde la stamina e quella blu la magia. La stamina si recupera con il tempo, ma si svuota parzialmente ogni volta che il giocatore para, blocca o schiva un colpo da parte di un nemico, rotola per terra oppure esegue un attacco qualsiasi (che può essere leggero o pesante a seconda del tasto premuto), ed è anche influenzata dall'arma e dalle armature (che possono essere pettorali, scudi, elmi, bracciali e schiniere). Oltre ad armi e armature appena citate, è possibile anche equipaggiare un tipo di magia e un equipaggiamento speciale che dona un attributo speciale (ad esempio l'aumento del limite massimo di fiasche curative, diminuire il consumo di stamina in generale o allungare una qualsiasi delle barre de giocatore) Essendo questo gioco un GDR, esso presenta di conseguenza un sistema di livelli d'esperienza, e ogni volta che il giocatore sale di livello, aumentano i suoi attributi di salute, stamina e magia.
Durante la sua avventura, il giocatore, oltre ad affrontare numerosi nemici, che siano umani o meno, e persino i vari boss, può anche interagire con personaggi secondari che possono o condividere i loro segreti con il giocatore a un certo prezzo, o dargli dei compiti valenti come compiti secondari. Nel caso il giocatore subisca danni, può anche bere delle fiasche che lo curano in grande misura, ma sono, ovviamente, in numero limitato. Esistono anche dei checkpoint, di cui ognuna delle varie aree del gioco ne presenta almeno un paio: ogni volta che il giocatore interagisce con questi punti di controllo, recupera tutte le fiasche rigenerative, la sua salute e la sua barra di magia, ma anche i personaggi da lui eliminati si rigenerano.

## Accoglienza
Il gioco ha ricevuto un'accoglienza positiva, con un voto di 71 su 100 in base alle 4 recensioni aggregate sul sito Metacritic.